# Maggie Siff
Maggie Siff, född 21 juni 1974 i Bronx, New York, är en amerikansk skådespelare. Hon är troligtvis mest känd för rollerna som Rachel Menken Katz i Mad Men och som Dr. Tara Knowles i Sons of Anarchy samt även den mer sentida rollen som psykiatern Wendy Rhoades i tv-serien Billions.

## Biografi

### Uppväxt
Siff föddes i Bronx, New York. Hennes far är jude, och Siff identifierar sig som halvjudisk. Hon är en alumn av The Bronx High School of Science, där hon studerade engelska och tog examen 1996. Hon tog senare examen i skådespeleri på New York Universitys Tisch School of the Arts Graduate Acting Program.
Siff arbetade mycket i lokala teatrar innan hon började medverka i TV. Hon vann en Barrymore Award för Perfektion i teater 1998 för sitt arbete i Henrik Ibsens Ghosts på Lantern Theater Company.

### Karriär
Siff började synas i diverse TV-serier 2004. Hon medverkade som en Anonyma Alkoholister-talare i ett avsnitt av Rescue Me i säsong 2. Hon hade också roller i Law & Order: Special Victims Unit, Grey's Anatomy och I lagens namn.
Hon spelade Rachel Menken Katz i serien Mad Men 2007–2008, vilket gav henne en nominering tillsammans med resten av skådespelarna till en Screen Actors Guild Award för bästa ensemble i en dramaserie. Hon sågs också i Nip/Tuck innan hon fick rollen som Dr. Tara Knowles i Sons of Anarchy 2008. I slutscenen av Sons of Anarchy-avsnittet "John 8:32", sjöng Siff låten "Lullaby for a Soldier (Arms of the Angels)".
Hon har också medverkat i filmer som Then She Found Me (2007) som Lily, Push som en kirurg vid namn Teresa Stowe, skickad för att hjälpa Nick, (spelad av Chris Evans), Funny People (2009) som Rachel, Leaves of Grass (2010) som Rabbi Renannah Zimmerman, och Concussion (2013) som Sam Bennet.

### Privatliv
I oktober 2013 meddelade Siff att hon väntade sitt första barn med sin man, Paul Ratliff, som hon gifte sig med 2012. Siff är mycket privat om sin mans identitet. Paret välkomnade en flicka, Lucy, i april 2014. Maken avled till följd av hjärncancer år 2021.

## Filmografi

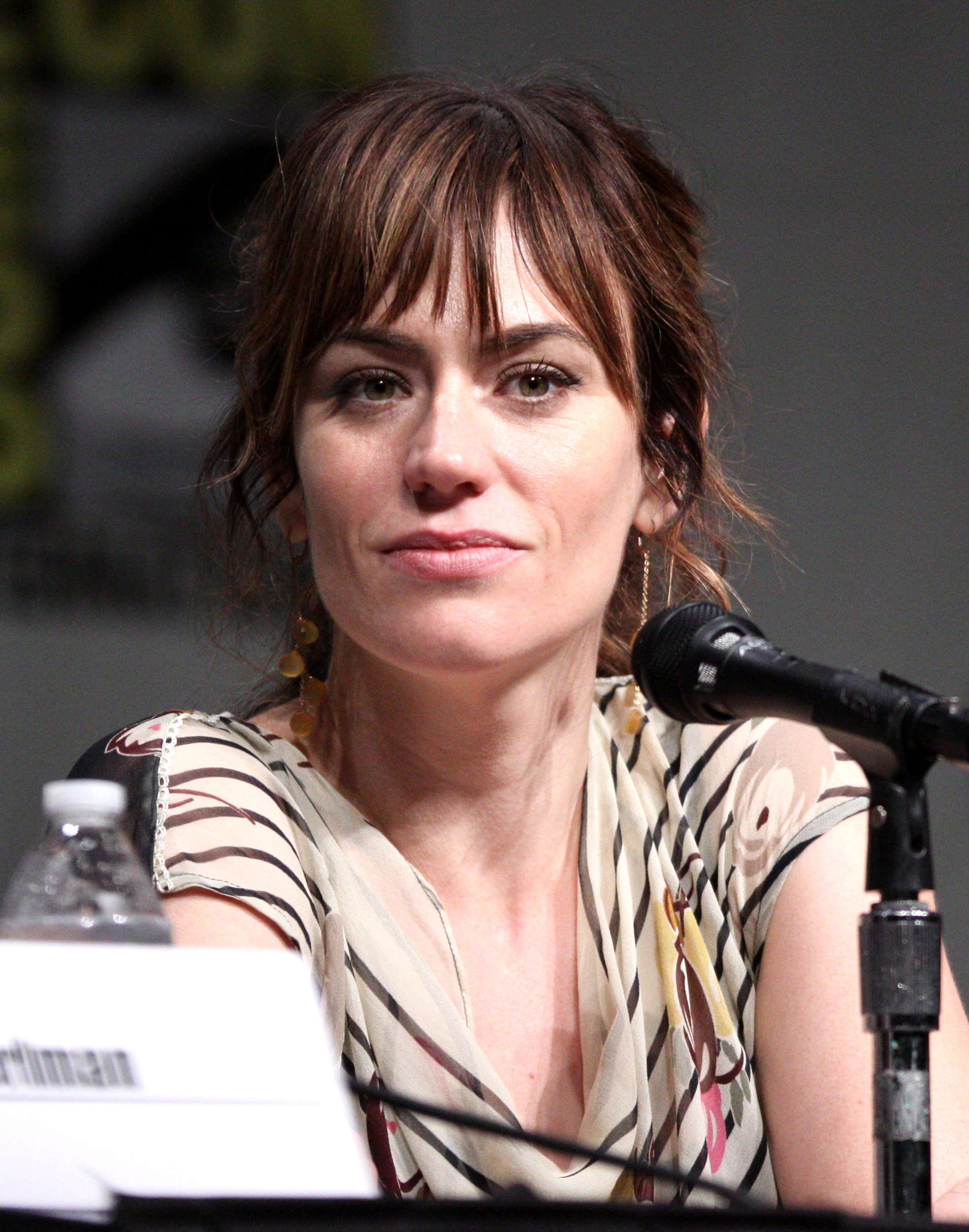
Maggie Siff 2012.

### Film
| År   | Titel             | Roll                     | Notering |
| ---- | ----------------- | ------------------------ | -------- |
| 2007 | Michael Clayton   | Advokat #1               |          |
| 2007 | Then She Found Me | Lily                     |          |
| 2009 | Push              | Teresa Stowe             |          |
| 2009 | Leaves of Grass   | Rabbi Renannah Zimmerman |          |
| 2009 | Funny People      | Rachel                   |          |
| 2013 | Concussion        | Sam Bennet               |          |

### Television
| År        | Titel                             | Roll              | Notering                           |
| --------- | --------------------------------- | ----------------- | ---------------------------------- |
| 2004      | Tredje skiftet                    | Cindy             | Avsnitt: "Obsession"               |
| 2005      | Rescue Me                         | Young Women at AA | Avsnitt: "Twat"                    |
| 2006      | Law & Order: Special Victims Unit | Emily McCooper    | Avsnitt: "Gone"                    |
| 2006      | 3 lbs                             | Lisa Kutchem      | Avsnitt: "The God Spot"            |
| 2007      | Grey's Anatomy                    | Ruthie Sales      | Avsnitt: "The Heart of the Matter" |
| 2007–2008 | Mad Men                           | Rachel Menken     | 8 avsnitt                          |
| 2007–2008 | Nip/Tuck                          | Rachel Ben Natan  | 3 avsnitt                          |
| 2008      | Law & Order                       | Attorney Mahaffey | Avsnitt: "Executioner"             |
| 2008–2013 | Sons of Anarchy                   | Tara Knowles      | 79 avsnitt                         |
| 2009      | Life on Mars                      | Maria Belanger    | 3 avsnitt                          |
| 2011      | A Gifted Man                      | Lily              | Avsnitt: "In Case of Letting Go"   |
| 2016-     | Billions                          | Wendy Rhoades     | 24 avsnitt                         |

## Priser och nomineringar
| År   | Pris                             | Kategori                            | Serie           | Resultat  |
| ---- | -------------------------------- | ----------------------------------- | --------------- | --------- |
| 2008 | Screen Actors Guild Award        | Bästa ensemble i dramaserie         | Mad Men         | Nominerad |
| 2012 | Critics' Choice Television Award | Bästa kvinnliga biroll - Dramaserie | Sons of Anarchy | Nominerad |
| 2014 | Critics' Choice Television Award | Bästa kvinnliga biroll - Dramaserie | Sons of Anarchy | Nominerad |